# Іоанніс Карпузліс
Іоанніс Карпузліс (1 березня 1992) — грецький плавець. Учасник Чемпіонату світу з водних видів спорту 2017, де в попередніх запливах на дистанції 50 метрів брасом посів 33-тє місце і не потрапив до півфіналу.